# Kamienica przy ul. Ofiar Oświęcimskich 3 we Wrocławiu
Kamienica przy ul. Ofiar Oświęcimskich 3 – kamienica przy ulicy Ofiar Oświęcimskich 3 we Wrocławiu, wpisana do Miejscowego Planu Zagospodarowania Przestrzennego.

## Historia kamienicy

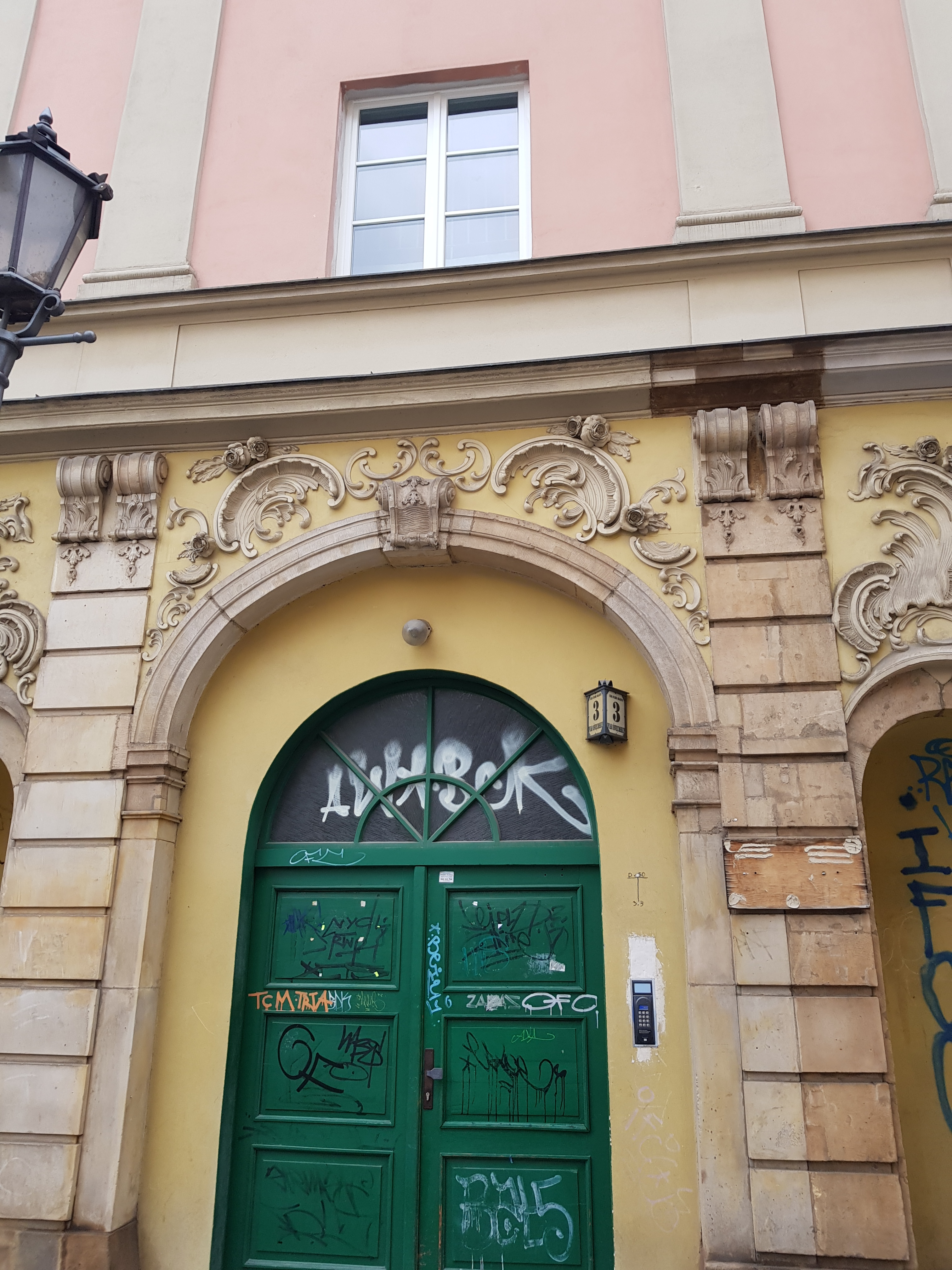
Portal wejściowy z widoczną ornamentyką

Na przełomie XIV i XV wieku na obecnej działce wzniesiono dwie dwutraktowe i dwuizbowe kamienice. Ich relikty znajdują się w piwnicach obecnego budynku. W połowie XVI wieku budynki te miały odmienny układ: jeden był kalenicowy, a drugi szczytowy; budynki widoczne są na planie miasta autorstwa grafika Barthela Weihnera z 1562 roku. W kolejnych latach musiało nastąpić połączenie i przebudowa budynków; do początku XVIII wieku ich miejsce zajmował kalenicowy budynek widoczny na planie miasta z 1742–1750 autorstwa Wernera. Od 1715 roku należał on do Otta Heinricha von Reichela, który był również właścicielem sąsiedniej kamienicy nr 1, zwanej Pałacem Rybischów. Według Wojciecha Brzezowskiego z jego inicjatywy oba budynki zostały połączone (na planie miasta Wernera oba budynki są przedstawione jeszcze osobno). Kamienica, jak wskazuje na to wykaz podatkowy, do 1726 roku należała do Reichelów, a następnie zakupił ją Jacob von Flemming (wg Arkadiusza Dobrzynieckiego akt kupna miał mieć miejsce w 1724). Po śmierci Flemminga w 1728 roku, kamienice odziedziczyła jego żona Tekla Flemming z Radziwiłów, późniejsza żona księcia Wiśniowieckiego. W 1764 roku kamienice nabył generał Friedrich Bogislav von Tauentzien, a pod koniec XVIII wieku właścicielem kamienicy został August Friedrich Lübbert.
 Budynek był wówczas czterokondygnacyjną kamienicą o sześcioosiowej fasadzie, która z inicjatywy dwóch ostatnich właścicieli została przebudowana: dodano wówczas boniowane lizeny dzielące fasadę na trzy moduły po dwie osie okienne oraz wykonano bogatą rokokową dekorację sztukatorską o berlińskiej proweniencji, głównie w części portalu wejściowego otoczonego dwoma niszami, znajdującego się w środkowym module. Nad niszami i w przyłuczach portalu umieszczony był rocaillowy ornament. Nad gzymsem parterowym, pod parapetami okien pierwszego piętra, umieszczono sztukatorskie panoplia nawiązujące do profesji generała. Budynek pokryto jednym dachem kalenicowym. Przed 1945 rokiem była to już pięciokondygnacyjna kamienica.        
W 1843 roku w kamienicy mieszkali działacze i pisarze polscy – Antoni Woykowski i Julia Molińska-Woykowska, którzy założyli tu biuro wydawanego przez siebie Tygodnika Literackiego. 
Na początku XX wieku w obu budynkach (nr 1 i 3) znajdowała się cukiernia Café Brunies, a następnie restauracja i winiarnia Raiffeisen.

## Po 1945 roku
W okresie walk o Wrocław w 1945 roku, kamienica uległa niemal całkowitemu zniszczeniu. Została odbudowana według projektu wrocławskiego architekta Stanisława Koziczuka oraz Witolda Rawskiego. Budynek zmniejszono do trzech kondygnacji, zmniejszono ilość osi okiennych; zastosowano inny podział architektoniczny fasady, którą zakończono trójkątnym tympanonem. W 1997 roku budynek ponownie odrestaurowano, dodając do fasady detale architektoniczne i ornamentalne. Obecnie jest to trzykondygnacyjna kamienica, pięcioosiowa, boniowana w części parterowej. Parter oddziela I piętro gzyms pasowy, na którym wsparte są lizeny artykułujące osie okienne; oś środkowa oddzielona jest podwójnymi lizenami.   